# Jesús Mestre i Godes
Jesús Mestre i Godes (Barcelona, 1925 - Barcelona, 25 de març de 2023) va ser un historiador català.
Nascut l'any 1925 al barri barceloní de Sarrià, va tenir ascendència valenciana per part materna, ja que l'origen del seu segon cognom era Herbers (els Ports). Es va casar amb Conxita Campi i Roca, de la qui va enviudar, i van tenir cinc fills: el també historiador Jesús, l'Oriol, l'Anna, la Mireia i el Marc. Va obtenir el títol de pèrit tèxtil i va treballar primer de contramestre a la fàbrica de seda artificial Vilà Rubira, al Putxet i després com a agent de vendes i adjunt de gerència a la fàbrica de midó de Can Riba, fins que es va jubilar el 1990. Poc abans de jubilar-se va escriure alguns llibres, i en retirar-se es va dedicar a la literatura d'assaig i de viatges.
Es va interessar pel catarisme després d'un viatge al Llenguadoc i en va escriure diversos llibres de gran difusió. També es va interessar per la història medieval catalana. L'any 2014 va rebre la Medalla d'Honor de Barcelona. Va morir la tarda del 25 de març de 2023, als 98 anys, al seu barri natal. La vetlla va ser la tarda del 26 i el matí del 27 de març al tanatori de les Corts i, just després d'acabar, s'hi va realitzar la cerimònia fúnebre.

## Obres
- Viatge a Itàlia amb el Tirol de Torna (1987)
- Viatge als Llacs (1989)
- Jerusalem (1998)
- El Comunisme, un cercle clos
- Els Càtars, problema religiós, pretext polític (1994. La Butxaca, 2009)
- Viatge al País dels Càtars (1995)
- Els templers: alba i crepuscle dels cavallers (1996)
- El Somni d'Occitània (1996) amb Robèrt Lafont, Josep M. Salrach, Mercè Aventin, Jordi Cerdà i Subirachs, Josep Maria Ainaud de Lasarte i Joan Amorós i Pla.
- Els Càtars, la vida i la mort dels Bons Homes (1997)
- Els primers cristians: del Divendres Sant (any 30) al Concili de Nicea (any 325) (1997)
- Breu història de Catalunya (1998. Edicions 62, any 2010)
- El Compromís de Casp. Un moment decisiu en la història de Catalunya (1999)
- Un nen de Sarrià: memòries d'infància 1931-1936 (Edicions 62, any 2000)
- La Catalunya Nova (2001)
- Contra els càtars: la implacable repressió de l'església (2002)
- Els càtars explicats als meus nets (Editorial Empúries, 2004)
- El poder i la dignitat: relat sobre les vides encreuades de Pere III i Bernat de Cabrera (1995. Edicions 62, anys 2005 i 2011), novel·la
- Viatge al romànic català (2000) amb Joan-Albert Adell i Gisbert